# 나리분지
나리분지(羅里盆地)는 울릉도에 중북부에 있는 분지로, 성인봉의 북쪽에 있다. 이곳은 성인봉의 화산 폭발로 만들어졌으며, 칼데라이다.
500만 년 전에 강력한 분화로 인해 성인봉을 중심으로 울릉도가 형성되었고, 그 후 봉우리 아랫 부분이 함몰되어 나리분지가 생겨났다.
지금은 나리분지 안에서 사람들이 거주하고 농사를 짓고 있다.